# Typhlops arator
Typhlops arator là một loài rắn trong họ Typhlopidae. Loài này được Thomas & Hedges mô tả khoa học đầu tiên năm 2007.